# Babyhängematte
Eine Babyhängematte ist eine Hängematte, speziell den Bedürfnissen eines Säuglings angepasst. Es existieren sowohl Systeme mit Zwei- als auch Einpunktaufhängungen. Diese unterscheiden sich bereits optisch merklich von einer normalen Hängematte für Erwachsene.

## Geschichte

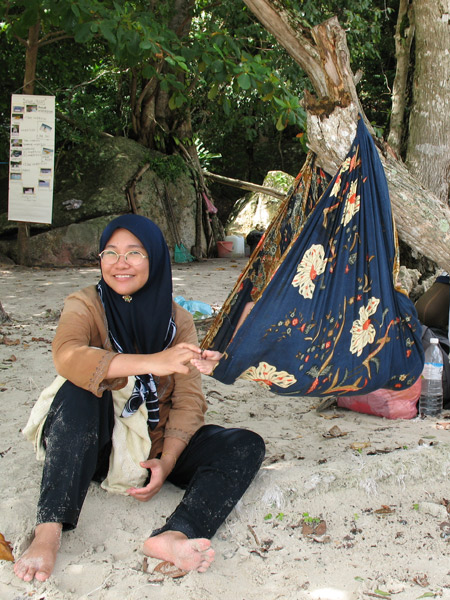
Tuch als Babyhängematte (Malaysia, 2006)

Die Geschichte der Babyhängematte ist stark in Kulturen verwurzelt, bei denen der enge Kontakt zwischen Mutter und Säugling im Vordergrund steht. Damit geht die Geschichte der Babyhängematte mit der des Babytragetuchs einher. So wurde dieses oft zu einem Bündel geknotet und an einem Baum festgezurrt, um den Rücken der Mutter zu entlasten.
Da die Hängematte in diesen Kulturen häufig die generell übliche Bettstätte darstellte, ist der Einsatz als Babybett nur konsequent. So war es in der Kultur der Maya bereits in der Präklassischen Periode (~2000 vor Christus) normal, selbst die Geburt in einer Hängematte durchzuführen. Während in Teilen Yucatáns, sowie anderen Südamerikanischen Regionen, die Hängematte auch heutzutage die am weitesten verbreitete Bettstätte darstellt, war ihr Gebrauch in der westlichen Welt außerhalb der Schifffahrt stets auf den Einsatz als Relaxmöbel (zum Entspannen) beschränkt.
Als Ersatz oder Ergänzung zum Stubenwagen tritt die Babyhängematte in der westlichen Welt erst seit dem ausgehenden letzten Jahrtausend auf. Besonders in Nordamerika und Australien ist ein Trend zur Babyhängematte erkennbar.

## Vor- und Nachteile der Babyhängematte
Besonders im Vergleich zu einem oftmals sperrigen Kinderbett sind das geringe Gewicht, die hohe Flexibilität in der Anbringung und der einfache Transport Vorteile einer Babyhängematte.
So kann sie immer in der Nähe der Eltern eingesetzt werden. Vielen Babys hilft dies, ruhiger und länger zu schlafen. Besonders in Kombination mit Tragetüchern oder den traditionellen Rebozos fördert die Babyhängematte die ausgeprägte Elternbindung (siehe Attachment Parenting) und somit die gesunde emotionale Entwicklung.
Ein weiterer Faktor, der für eine Babyhängematte spricht, ist die relativ lange Verwendungsdauer. Je nach Beschaffenheit und Belastungsgrenze der einzelnen Teile, kann eine Babyhängematte noch bis ins Kindergartenalter benutzt werden. Das Kind entwächst der Hängematte in der Regel erst mit 3 Jahren.

## Biologische und medizinische Betrachtungen
Die meisten momentan erhältlichen Babyhängematten unterstützen den bei Säuglingen empfohlenen runden Rücken. Diese sogenannte Totalkyphose entspringt der natürlichen Haltung im Mutterleib. Erst nach einigen Monaten formt sich die den aufrechten Gang ermöglichende doppelte S-Kurve. Eine Babyhängematte gestaltet diesen Übergang schonender. Das Gewicht des Säuglings wird gleichmäßig verteilt und Hüfte sowie Hinterkopf werden entlastet. Einer Deformierung des Hinterkopfes wird so entgegengewirkt.
Hebammen und Physiotherapeuten empfehlen die Verwendung einer Babyhängematte, besonders in den ersten Wochen und Monaten.

## Sicherheitsaspekte
Zurzeit existieren noch keine Studien über den Einfluss von Babyhängematten auf das Auftreten des plötzlichen Kindstodes. Zur Verringerung des Risikos gelten für die Babyhängematte die gleichen Verhaltensmaßnahmen wie für jegliche Bettstätten.